# Agustín Loser
Agustín Loser (General Alvear, 12 de outubro de 1997) é um jogador de voleibolista argentino que atua na posição de central.

## Carreira
A trajetória no voleibol iniciou-se ainda nos torneios escolares, em seguida foi convocado para Seleção Argentina Sub-21 e disputou por esta equipe as Ligas A2 Argentina no período de 2012 a 2015.Pela seleção infantojuvenil conquistou a medalha de ouro no Campeonato Sul-Americano Sub-19 de 2014 realizado em Paipa, obtendo a medalha de prata no Mundial de Sub-19 de 2015 em Corrientes e Resistência.
Estreou na Liga Argentina de Clubes pelo Ciudad Vóley 2014-15, sendo o jogador revelação da temporada 2016-17 e melhor central da competição no período de 2016-17, conquistando o titulo da Copa ACLAV de 2017, permanecendo até 2018. Atuando a partir de 2018 pelo Bolívar Vóley onde jogou até 2020.
Pela seleção argentina na categoria SUb-23 obteve a prata no  Campeonato Sul-Americano Sub-23 na cidade colombiana de Cartagena das Índias, conquistando a medalha de ouro de forma invicta, já no Campeonato Sul-Americano Sub-21 no mesmo ano, sagrou-se campeão, edição realizada em Bariloche, sendo premiado como melhor central e no Mundial Sub-21 de 2017 realizado em Brno e České Budějovice terminou na sétima posição, ainda obteve a inédita medalha de ouro no  Campeonato Mundial Sub-23 em Cairo.
Na seleção principal estreou em 2018. Na temporada 2020-21 atuou pela primeira vez no voleibol francês pelo Tourcoing LM.
No ano de 2021 disputou a Liga das Nações em Rimini e posteriormente conquistou a medalha de bronze na edição dos Jogos Olímpicos de Tóquio.

## Títulos
Ciudad Vóley
- Copa Argentina: 2017
- Copa Libertadores: 2018–19

Bolívar Vóley
- Campeonato Argentino: 2018–19
- Supercopa Argentina: 2019

Sir Safety Perugia
- Supercopa Italiana: 2024

Seleção argentina
- Campeonato Sul-Americano Sub-19: 2014
- Sul-Americano Sub-21: 2016
- Campeonato Mundial Sub-23: 2017

## Clubes
| Anos      | Clubes                    |
| --------- | ------------------------- |
| 2014–2018 | Ciudad Vóley              |
| 2018–2020 | Bolívar Vóley             |
| 2020–2022 | Tourcoing Lille Métropole |
| 2022–2024 | Allianz Milano            |
| 2024–     | Sir Susa Vim Perugia      |

## Prêmios individuais
- 2016: Campeonato Sul-Americano Sub-21 – Melhor central
- 2019: Campeonato Argentino – Melhor central
- 2021: Campeonato Sul-Americano – Melhor central